# TOI-2257 b
TOI-2257 bとは、地球からきりん座の方向に約188.5光年（57.8パーセク）離れた位置に存在する恒星TOI-2257の周囲を公転している太陽系外惑星である。UCAC4 839-012174 b、TIC 198485881 b、2MASS J12585767+7739416 b等の別名も持つ。

## 発見
TOI-2257 bは最初にトランジット法を用いたTESSによる観測で最初に惑星候補として識別され、「TOI-2257.01」として2020年9月23日にTESS object of interestに追加された。当初、公転周期は175.9日とされていたが、他にも35.2日、44日、58.6日、88日のいずれかである可能性があった。その後のSPECULOOS望遠鏡などによるフォローアップ観測によって惑星の存在が確認された。その発見を示す論文はarXivに2021年11月2日に投稿された。

## 特性
TOI-2257 bは2.2倍の地球質量を持つミニ・ネプチューンとされており、公転周期は約35.19日である。TOI-2257 bがトランジットを起こす時間は長く、これはTOI-2257 bの軌道が高い離心率（約0.496）を持つということを示唆している。これは、M型の赤色矮星の周囲を公転している惑星の中では最も離心率の高い惑星である。もしもTOI-2257 bの外側を公転する巨大な惑星が存在している場合、その惑星がTOI-2257 bの軌道を乱した可能性がある。
TOI-2257 bはハビタブルゾーンの中を公転しているため、液体の水が存在できる可能性がある。しかし、この惑星は高い大気圧を持つガス状のミニ・ネプチューンであり、さらに離心率が大きいことによって主星に一番近いときの温度は100℃、そして一番遠いときの温度は-80℃と温度が大きく変化するため、居住可能性は低い可能性がある。仮に大型で岩石質の太陽系外衛星を持っていた場合、その衛星は居住可能である可能性があるが、TOI-2257 bがそのような衛星を持っている可能性は低い。TOI-2257 bの地球類似性指標（ESI）は0.72である。
TOI-2257 bは比較的長い公転周期と高い離心率を持ち、既知のミニ・ネプチューンの中では珍しい惑星である。また、液体の水が存在する可能性のあるミニ・ネプチューンとしても数少ない惑星のうちの1つである。TOI-2257 bが発見された時点でM型の恒星の周囲を公転するトランジットを起こす惑星の中でTOI-2257 bよりも公転周期が長い惑星はケプラー1652bとTOI-700 dの2つのみである。